# Vivek Ramaswamy

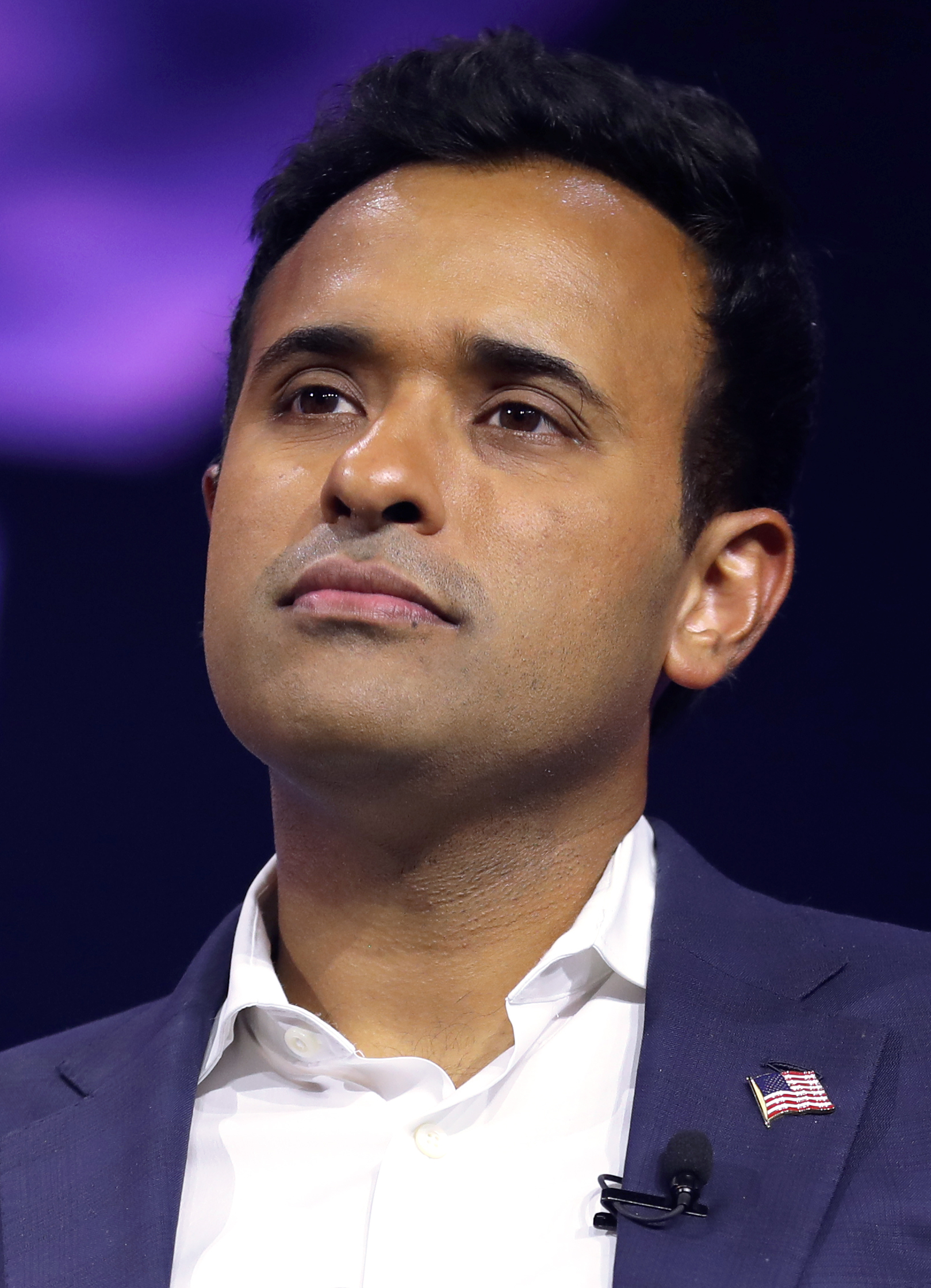
Vivek Ramaswamy (2024)

Vivek Ganapathy Ramaswamy (* 9. August 1985 in Cincinnati, Ohio) ist ein US-amerikanischer Unternehmer und Politiker. Im Jahr 2014 gründete er das Pharmaunternehmen Roivant Sciences, dessen Vorstandsvorsitzender er bis 2021 war. Seit 2020 tritt er mit Büchern und Vorträgen als konservativer Aktivist auf. Im Februar 2023 gab er seine Kandidatur für die Republikanische Partei bei der Präsidentschaftswahl in den Vereinigten Staaten 2024 bekannt; im Januar 2024 zog er seine Kandidatur zurück und sprach sich für Donald Trump aus. Nach seinem Wahlsieg im November 2024 kündigte Trump an, Ramaswamy – gemeinsam mit Elon Musk – mit der Leitung einer neu zu gründenden Kommission zur Deregulierung und Senkung der Staatsausgaben zu betrauen. Jedoch ließ das Weiße Haus kurz nach Trumps Amtseinführung bekanntgeben, dass Ramaswamy nicht der Kommission angehören werde.

## Herkunft, Ausbildung und Leben
Ramaswamy wuchs als Sohn indischer Einwanderer in der Umgebung von Cincinnati, Ohio auf. Seine Eltern stammen aus dem Distrikt Palakkad im südindischen Kerala. Sein Vater arbeitete als Ingenieur für General Electric. Ramaswamys Mutter arbeitete als geriatrische Psychiaterin für  die Pharmakonzerne Merck und Schering-Plough mit Alzheimerpatienten.
Als Schüler spielte Ramaswamy auf nationaler Ebene Tennis und war Abschiedsredner (engl. valedictorian) seiner High-School-Klasse. Von 2003 bis 2007 studierte er an der Harvard University Biologie und schloss das Studium mit einem Bachelor und dem Prädikat summa cum laude ab. Für seine Abschlussarbeit über die ethischen Fragen bei der Erschaffung von menschlich-tierischen Chimären erhielt er den Bowdoin Prize der Harvard University.
Von 2010 bis 2013 studierte er Rechtswissenschaft an der Law School der Yale University und erwarb einen Juris Doctor.
Ramaswamy lebt mit seiner Frau Apoorva, einer Hals-Nasen-Ohren-Ärztin, und den zwei gemeinsamen Kindern in Dublin, Ohio. Er ist Hindu.

## Karriere als Unternehmer
Von 2007 bis 2014 arbeitete Ramaswamy für einen Hedgefonds in New York City, er trug dort unter anderem die Verantwortung für das Biotechnologie-Investmentportfolio. 2014 gründete er sein eigenes Pharmaunternehmen Roivant Sciences, das sich darauf fokussiert, von anderen Pharmafirmen aufgegebene Medikamente zu erwerben und weiterzuentwickeln. 2015 orchestrierte er für eine Tochterfirma von Roivant einen Börsengang, um ein mögliches Alzheimer-Medikament zu erwerben, das von Glaxo Smith Kline in der klinischen Erprobungsphase aufgegeben worden war. Kurz nach dem Börsengang wies die Tochterfirma eine Marktkapitalisierung von 3 Milliarden US-Dollar auf. Nachdem das Medikament auch unter Roivants Ägide gescheitert war, fiel die Bewertung 2018 auf 276 Millionen Dollar. 2021 trat er als CEO von Roivant Sciences zurück. Sein Vermögen wird auf 600 Millionen Dollar geschätzt. Das Unternehmen war bis 2023 nicht profitabel. Roivant erwirtschaftete in neun Monaten bis zum 31. Dezember 2022 einen Umsatz von 33 Millionen Dollar und verzeichnete in diesem Zeitraum einen Nettoverlust von 975 Millionen Dollar.
Ramaswamy bezeichnet sich selbst als Wissenschaftler (Scientist) und behauptet, er habe „mehrere Medikamente entwickelt“. Er hat aber nie in der Forschung gearbeitet, sondern machte sich einen Namen in der Welt der Hedge-Fonds.
2022 gründete er – unter anderem mit Kapital von Peter Thiel und J. D. Vance – die Investmentgesellschaft Strive Assets, er ist Ko-Vorsitzender des Board of Directors. Die Firma soll als Gegenentwurf zu anderen Investmentfirmen wie zum Beispiel BlackRock oder The Vanguard Group dienen, denen Ramaswamy vorwirft, zu sehr auf Umwelt-, Sozial- und Governancestandards (ESG) zu setzen und deshalb die Maximierung des Shareholder Values zu vernachlässigen.

## Politische Tätigkeit

### Politischer Aktivist
Ramaswamy beschreibt sich selber als politisch konservativ. 2020 veröffentlichte er das Buch Woke, Inc.: Inside Corporate America's Social Justice Scam (zu deutsch etwa Woke AG: Im Inneren von Konzern-Amerikas Soziale-Gerechtigkeits-Betrug). Darin kritisiert er Positionen der politischen Linken in den USA zur Critical Race Theory sowie zur Stakeholder-Ökonomie und vertritt die Meinung, dass Big-Tech-Firmen konservative Meinungen auf ihren Plattformen zensieren würden. Das Buch schaffte es auf die Bestsellerliste der New York Times, Ramaswamy war in der Folge regelmäßig Gast konservativer Programmsegemente auf Fox News. Im September 2022 veröffentlichte er ein weiteres Buch: Nation of Victims: Identity Politics, the Death of Merit, and the Path Back to Excellence (zu deutsch: Land der Opfer: Identitätspolitik, der Tod der Leistung und der Weg zurück zur Exzellenz). Darin setzt er sich kritisch mit der seiner Meinung nach zu großen Bedeutung auseinander, die Identitätspolitik im Geschäfts- und Alltagsleben bekommt.

### Präsidentschaftskandidatur 2024

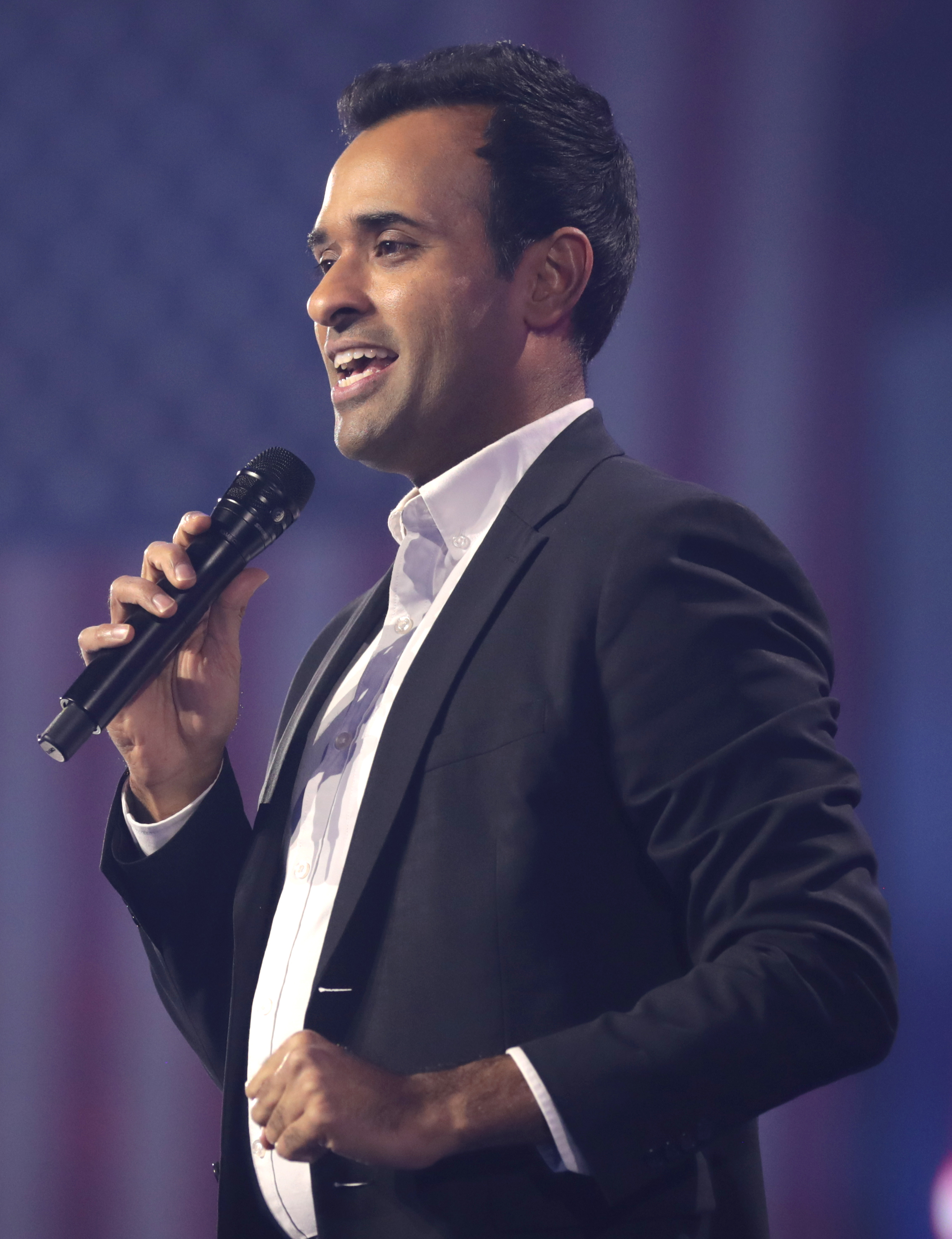
Vivek Ramaswamy (2022)

Im Vorfeld der Kongresswahlen 2022 hatte Ramaswamy erwogen, für einen Senatssitz von Ohio zu kandidieren, dieses Vorhaben jedoch verworfen. Stattdessen hielt er mehrere Vorträge in den frühen Vorwahlstaaten Iowa und New Hampshire, was als Anzeichen für eine bevorstehende Präsidentschaftskandidatur gewertet wurde. Am 21. Februar 2023 kündigte Ramaswamy in der Sendung von Tucker Carlson an, sich um die Nominierung der Republikanischen Partei für die US-Präsidentschaftswahl 2024 zu bewerben, und reichte die entsprechenden Dokumente bei der Bundeswahlkommission FEC ein.
Laut seinem Ankündigungsvideo soll seine Wahlkampagne als Gegenoffensive zur „woken Linken“ dienen, die er als die größte Bedrohung für die Meinungsfreiheit und den Amerikanischen Exzeptionalismus bezeichnet. Bei der ersten Vorwahl der Republikaner, am 15. Januar 2024 in Iowa, gewann er 3 der 38 Delegierten und belegte damit den vierten Platz, erreichte also nicht die erhoffte Überraschung. Er zog sich daraufhin zurück und gab eine Wahlempfehlung für Donald Trump ab.

### Department of Government Efficiency
Nach der erfolgreichen Wahl Trumps zum US-Präsidenten, kündigte dieser an, Ramaswamy, gemeinsam mit Elon Musk, zum Leiter des neu gegründeten Department of Government Efficiency (deutsch: Ministerium für Regierungseffizienz) zu ernennen. Dabei soll es sich entgegen dem Namen nicht um eine Behörde mit Kabinettsrang handeln, sondern um eine Kommission, die für das Weiße Haus und das Haushaltsamt, Empfehlungen zur Reduzierung von Vorschriften, zur Kürzung von Personal und zur Überarbeitung der Funktionsweise der Bundesregierung erarbeiten soll. Die Arbeit der Einheit soll bis zum 4. Juli 2026, dem 250. Jahrestag der Unabhängigkeitserklärung, abgeschlossen sein. Ramaswamy hat als erste Einsparungsideen geäußert, das Bildungsministerium, die Bundessteuerbehörde und das FBI abzuschaffen. Das Weiße Haus ließ jedoch kurz nach Trumps Amtseinführung bekanntgeben, dass Ramaswamy nicht der Kommission angehören werde. Kurz nach dieser Bekanntgabe wurde über einen Fake-Account das Gerücht verbreitet, dass Ramaswamy für das Amt des Gouverneurs von Ohio kandidiere.

### Gouverneurswahl in Ohio
Am Montag, dem 24. Februar 2025 gab Ramaswamy offiziell seine Kandidatur für die Gouverneurswahl 2026 in Ohio bekannt. Noch am selben Abend sprach Präsident Trump seine Unterstützung für Ramaswamy aus.

## Positionen
Ramaswamy  kündigte als Präsidentschaftskandidat an, als Präsident die Praxis der Positiven Diskriminierung auf Grundlage von ethnischen und geschlechtsspezifischen Merkmalen zu beenden. Außenpolitisch tritt er für eine „völlige Unabhängigkeit“ von China ein und möchte US-amerikanischen Unternehmen untersagen, mit und in China Geschäfte zu machen, bis das Land seine „merkantilistische Praxis“ reformiert habe. Von politischen Beobachtern wurden Ramaswamys Bewerbung wenig Chancen eingeräumt. Deshalb wurde vermutet, dass die Hauptmotivation seiner Kandidatur war, Aufmerksamkeit für seinen Ende 2022 gegründeten Investmentfonds zu bekommen. Daniel Lippman von Politico sah jedoch Parallelen zu Donald Trumps erfolgreicher Präsidentschaftskandidatur 2016: „eine von Unternehmergeist getragene Kampagne, unorthodoxe Ideen und die Hoffnung, eine große Gefolgschaft zu entwickeln“. Ramaswamy wollte mittels einer Verfassungsänderung das Wahlalter in den USA auf 25 Jahre erhöhen. Menschen im Alter von 18 bis 24 Jahren dürften dann nur noch wählen, wenn sie dem Militär angehören, als Ersthelfer tätig sind oder einen Test wie bei der Einbürgerung bestanden haben.
In der ersten Fernsehdebatte der republikanischen Präsidentschaftskandidaten am 23. August 2023 sagte Ramaswamy:

„Lassen Sie uns als Republikaner ehrlich sein – ich bin die einzige Person auf der Bühne, die nicht gekauft und bezahlt ist, also kann ich das sagen: Die Klimawandel-Agenda ist ein Schwindel.“

Daran anschließend behauptete er, dass

„[...] mehr Menschen aufgrund von Maßnahmen gegen den Klimawandel als aufgrund des tatsächlichen Klimawandels sterben würden.“

Ramaswamy spach sich entsprechend für eine Erhöhung des Anteils fossiler Energieträger aus.
China bezeichnete er als die größte Bedrohung für die USA. Um den Krieg in der Ukraine zu beenden, sollte die Ukraine die derzeit von Russland besetzten Territorien abtreten. Sollte die Ukraine nach einem solchen Frieden weiterkämpfen, würden die USA unter ihm die Ukraine nicht mehr unterstützen. Sollten andere NATO-Mitglieder ihre Unterstützung für die Ukraine nicht auch unterlassen, würden die USA unter ihm aus dem Bündnis austreten.
Eine Analyse fasste seine politische Agenda so zusammen: „Gott ist real, es gibt nur zwei Geschlechter, der menschengemachte Klimawandel ist eine Erfindung, und die USA sollten den Krieg in der Ukraine nicht unterstützen, sondern sich auf die Probleme zu Hause konzentrieren.“